# Embelia djalonensis
Embelia djalonensis är en viveväxtart som beskrevs av A. Cheval., Hutchinson och Dalziel. Embelia djalonensis ingår i släktet Embelia och familjen viveväxter. Inga underarter finns listade i Catalogue of Life.